# Juego por correo

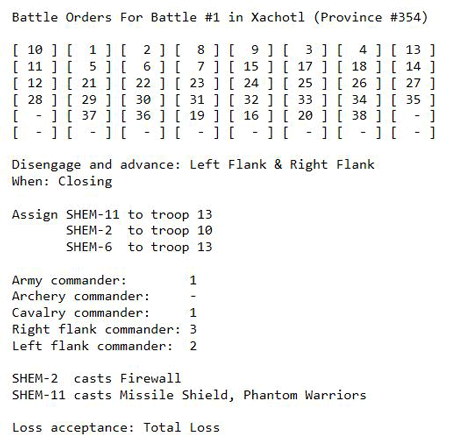
Ejemplo de órdenes de batalla de correo electrónico para la invasión en la provincia de Xochitl en el juego Hyborian

Los juegos por correo son juegos, de cualquier tipo, jugados por correo postal o por correo electrónico (correo electrónico). Un ejemplo, el ajedrez, se ha jugado por correo durante siglos (jugado de esta forma se denomina ajedrez por correspondencia). Otro ejemplo, el juego Diplomacy, se ha jugado por correo desde la década de los 60, comenzando con una noticia impresa (un fanzine) escrita por John Boardman. Otros juegos de guerra más complejos, moderados por programas de ordenador, fueron lanzados por Rick Loomis y su empresa, Flying Buffalo en los 70. El primero de esos juegos ofrecido vía correo electrónico a través de un servicio al público en general fue Quantum Space de la compañía Stormfront Studios, que debutó en AOL en 1989 (los juegos por correo electrónico en Internet y en BITNET datan de 1989).
En inglés los juegos por correo postal se denominan PBM games, y los juegos por correo electrónico PBeM, en contraste con los cara a cara (FTF) realizados directamente entre personas. Otras variaciones incluyen Juego-por-Internet (PBI) or Juego-por-web (PBW). En cualquier caso, los movimientos del jugador pueden ser realizados por un humano, un programa informático, o una combinación de ambos.
En la década de los 80, los juegos por correo alcanzaron su cima de popularidad con la llegada de Gaming Universal, la primera revista profesional dedicada a juegos por correo. Una revista similar, Flagship, se centraba en juegos por correo postales en Inglaterra. Bob McLain, editor de Gaming Universal, popularizó aún más este hobby escribiendo artículos que aparecían en muchas de las revistas de juegos más importantes de la época.
A finales de los 90, los juegos de ordenador y por Internet hicieron que los juegos por correo postal disminuyeran, aunque continúan teniendo seguidores en todo el mundo.
Como Internet misma, estos juegos nacieron en el mundo anglosajón y posteriormente llegaron al resto de comunidades.

## Juegos por correo postal
Los juegos por correo postal se desarrollaron como una manera de competición entre jugadores separados geográficamente. Era especialmente útil para aquellos que vivían en áreas aisladas en las que la atracción por los juegos no era común.
En el caso de un juego de dos jugadores como el ajedrez, los jugadores simplemente tenían que enviar su movimiento al contrincante de forma alternativa.
En el caso de juegos con múltiples jugadores como Diplomacia, un director de juego o master dirigiría el juego, recibiendo los movimientos, ejecutando las órdenes y publicando los resultados (bien de forma pública o privada).

## Juegos por Internet
Con la aparición de Internet, los juegos por correo se han ido reemplazando de forma masiva por el correo electrónico y los juegos a través de páginas web. El juego por correo difiere de los juegos multijugador online en el hecho de que en la mayoría de estos últimos todos los jugadores deben estar conectados al mismo tiempo, mientras que en el juego por correo los jugadores pueden jugar cuando prefieran (a esto a veces se le denomina juego basado en turnos o juego por turnos). Algunos juegos de ordenador pueden jugarse en modalidad de juego por correo: haces tu movimiento, envías el archivo por correo electrónico al oponente, y éste hace el suyo, enviando el correo de vuelta.
Los primeros juegos por correo comerciales ofrecidos al gran público fueron:
- Quantum Space, diseñado y programado por Don Daglow, en los servicios QuantumLink, PC-Link y AppleLink (que más tarde fueron unificados y renombrados como AOL), (1989-1991). El fundador de AOL, Steve Case apoyó el proyecto personalmente.
- Rebel Space, diseñado por Daglow, Mark Buchignani, David Bunnett y Hudson Piehl, que funcionaba en Prodigy desde 1992 hasta 1994.

Hay algunos juegos por correo electrónico que se jugaban en Internet y BITNET y que son anteriores a estos, si bien no llegaron a ser comerciales.
En algunos casos, debido a la necesidad de un director de juego neutral y a la creciente complejidad de los mismos, la tarea de resolver tiradas de dado se automatizó de usando los servicios de un servidor de dados.

### Rol por Foro
El rol por foro es una técnica de narración y participación de juegos de rol en la que, a diferencia del modo de juego tradicional, no es presencial y se desarrolla a través de foros en Internet. 
Surgió a raíz de los juegos por IRC o chat, por cuestiones de comodidad: no requería que todos los jugadores estuviesen presentes a la vez en una conexión. Esto supone una mayor lentitud a la hora de desarrollar la trama, pero permite a los jugadores meditar su respuesta y ahondar en la interpretación de los personajes así como en los detalles de la escena. Así mismo, también permite que participen en una misma partida jugadores de cualquier parte del globo.
La principal diferencia con el Rol por eMail es que los mensajes de cada jugador y el director de juego se colocan en el foro para que cualquiera pueda verlos, creando una experiencia narrativa que puede ser revisada por cualquiera con facilidad. 
La principal ventaja de este sistema, no obstante, sigue siendo la comodidad para sus participantes que no necesitan dedicar demasiado tiempo ni a horas concretas.
Además de ello hay mayor transparencia en el juego, y cada uno puede leer al otro jugador directamente.

#### Rol Progresivo
Desde hace unos años se ha desarrollado una nueva modalidad de jugar al rol por foro consistente en no utilizar reglas en las partidas y jugar a la interpretación libre. Este tipo de juego se denomina Rol Progresivo.
Consiste en que cada jugador ha de crear una ficha técnica con la información característica de su personaje, para luego adentrarse en el mundo establecido para dicho juego. Allí podrá interactuar mediante el formato textual del foro con otros usuarios. En este tipo de juegos no hay un director de juego y se desarrolla comúnmente sin el manejo de dados.
Actualmente existen foros que permiten realizar partidas en tiempo real, incluyendo la tecnología RNDROLLDICE, para simular a la perfección las tiradas de dados, de una forma segura y efectiva.

### Rol por eMail
Es una modalidad de juego de rol en la que los personajes se comunican con el Master o DJ (director de juego) por correo electrónico.
La mecánica suele ser como sigue:
- Uno de los Narradores envía la primera noche o día al jugador después de que éste haya mandado su historia y su ficha.
- El jugador deberá responder remarcando en el documento adjunto o en el mail que se trata de la respuesta.
- El jugador debe tener paciencia para esperar la respuesta del master.
- También debe confiar en el master que es el que tira los dados.

#### Sistema En Garde!
En Garde! es un sistema de juego especialmente diseñado para el juego de rol a través de correo, sea electrónico o postal.
Basado en turnos periódicos, se articula a partir de la interacción directa entre jugadores/personajes durante éstos, concluye en un envío de acciones -producto de la interacción anterior- al Master o DJ (Director de juego) por correo electrónico, y finaliza cuando éste cruza y procesa dichas acciones aplicando el reglamento y publicando sus efectos y consecuencias en términos de juego. Por último, el Master o DJ genera un resumen narrativo de todo lo acontecido que sirve a todos los jugadores como hilo argumental para el siguiente turno. Los jugadores reciben, además, una hoja de su personaje actualizada con los efectos del turno procesado.
Esta dinámica permite una interacción asíncrona entre jugadores/personajes al no requerir que coincidan en el tiempo, les dota de mayor flexibilidad en cuanto disponen de suficiente tiempo para negociar y preparar acciones, y les exige una participación variable dado que los turnos que se envían pueden ser tan concisos o extensos como deseen.